# Відейко Михайло Юрійович
Михайло Юрійович Відейко (нар. 23 січня 1956, Київ, Українська РСР) — український науковець, археолог, дослідник трипільської культури, доктор історичних наук (2016).

## Життєпис
Михайло Відейко народився 1956 року в Києві.
У 1982 році  закінчив історичний факультет Київського державного університету імені Т. Г. Шевченка за спеціальністю «археологія та музеєзнавство».
Після закінчення вишу був направлений до відділу археології енеоліту—бронзового віку Інституту археології Академії наук Української РСР. Тут він працював до 1994 року. Потім перейшов до польового комітету. У 2001 році знову повернувся до відділу археології енеоліту—бронзового віку, де працював до січня 2016 року. З лютого 2016 - завідувач Науково-дослідної лабораторії археології історико-філософського факультету Київського університету імені Бориса Грінченка.
У 1996—2003 роках за сумісництвом науковий співробітник Науково-дослідного інституту пам'яткоохоронних досліджень при Міністерстві культури України. З 2001 року працює за сумісництвом старшим викладачем на кафедрі археології Національного університету «Києво-Могилянська академія». 
Вчений досліджував трипільські поселення Трипілля, Хатище, Ігнатенкова Гора, Янча VI, Хомине, Коломийців Яр тощо у Середньому Подніпров'ї, брав участь у польових дослідженнях поселень Майданецьке, Тальне 2, Небелівка, Тимкове, Слобідка-Західна, новобудовних розкопках на території Польщі.
Михайло Відейко учасник міжнародних проектів: «Baltic-Pontic Studies», «Trypillia Culture Mega-Sites», «Economy, demography and Social Space of Trypillia mega-sites».
З лютого 2016 року завідувач науково-дослідної лабораторії археології, а з вересня 2022 року - кафедри археології та давньої історії, з вересня 2023 року - професор кафедри історії України на факультеті суспільних та гуманітарних наук Київського університету імені Бориса Грінченка.

## Наукова діяльність
У 1993 році Михайло Відейко захистив кандидатську дисертацію «Економіка і суспільний лад населення трипільської культури межиріччя Дністра та Південного Бугу». У 2016 році в Київському національному університеті імені Тараса Шевченка захистив докторську дисертацію «Етносоціальні трансформації у Центральній та Південно-Східній Європі V—IV тис. до н. е.» за спеціальністю «Історичні науки». 07.00.05 — Етнологія.
Автор понад 750 наукових праць, зокрема: 16 монографій, крім того близько 120 науково-популярних праць, зокрема 30 книжок з археології та історії України.

### Основні праці
- The cemeteries of Sofievka-type // BPS. — 1996. — 3;
- Tripolye and the cultures of Central Europe: facts and character of interactions: 4200–2750BC// BPS.— 2001.— 9;
- Археологія в Інтернеті. — К., 2001;
- Трипільська цивілізація. — К., 2001 (наст. видання 2003; 2008);
- Трипільські протоміста. Історія досліджень. — К., 2002;
- Майданецкое — трипольский протогород // Stratum Plus. — 2001/2002. — № 2 (у співавт.);
- Архітектура поселень трипільської культури // Давні поселення України. — К., 2005;
- Рільництво племен трипільської культури. — К., 2006 (у співавт.);
- Трипільська культура. Спогади про золотий вік. — Харків, 2006 (у співавт.);
- Шляхами трипільського світу. — К., 2008;
- Україна: Від Трипілля до Антів. —К., 2008;
- Наукова спадщина Олега Ольжича. — К., 2008 (у співавт.);
- Архітектура трипільської цивілізації: від поселень до протоміст. К.в, 2009 (у співавт.);
- Україна: від Русі до Святої Русі. —К. 2010;
- Ukraine: from Trypillia to Rus. — К., 2010;
- Грюнвальд. Хоругви зі Сходу. — К., 2010;
- Повість про велике розселення слов'ян. — К, 2011(у співавт.);
- Подорож до прадавньої країни. — К., 2011;
- Комплексное изучение крупных поселений трипольской культуры. V—IV тыс. до н. э. — Saarbrücken, 2013;
- Боги и верования Древнего Рима. — Минск, 2013 (в соавт.);
- Світ Трипілля. Давні хлібороби між Карпатами та Дніпром. — К., 2014;
- В пошуках трипільських протоміст. Частина перша. — К., 2014.
- Південно-Східна та Центральна Європа у V—IV тис. до н. е. — Київ-Умань, 2015;
- Майданецьке 2013. Нові розкопки на трипільському мега-поселенні. — 2017 (у співавт.);
- Зброя та військова справа у давніх хліборобів Європи у VI—IV тис. до н. е. К. — 2019;
- Early Urbanism in Europe The Trypillia Megasites of the Ukrainian Forest-Steppe. — 2020 (у співавт.).
- Н. С. Абашина, М. Ю. Відейко, О. В. Гопкало та ін. Том 1. Від кіммерійців до Русі (Х ст. до н. е. — ІХ ст.) // Історія цивілізації. Україна / Т. І. Шкарупа. — Харків : Фоліо, 2019. — Т. 1. — 586 с. — ISBN 978-966-03-8941-0.

### Коло наукових інтересів
- археологічне джерелознавство,
- нео-енеолітична доба на Європейському континенті,
- ранньорільничі культури мідного віку,
- трипільська культура
- давня історія
- палеогенетика
- історія давніх ремесел та технологій

### Провідні напрями досліджень
- аналіз археологічних джерел для реконструкції культурно-історичних процесів на теренах України в епоху міді;
- архітектура та історія дослідження трипільської культури, трипільські протоміста;
- культурно-історичні контакти рільничих спільнот;
- питання хронології та синхронізації культур нео-енеоліту.

## Визнання та досягнення
- Почесний громадянин с. Трипілля (2013).
- Головний редактор «Енциклопедії трипільської цивілізації» (К., 2004),
- Член редколегії електронного журналу «Trypillian civilization journal» (2010—2019).
- Заслужений діяч науки і техніки України (указ 274/2021)
- Член-кореспондент Германського археологічного Інституту (2023)